# 林肯表演藝術中心

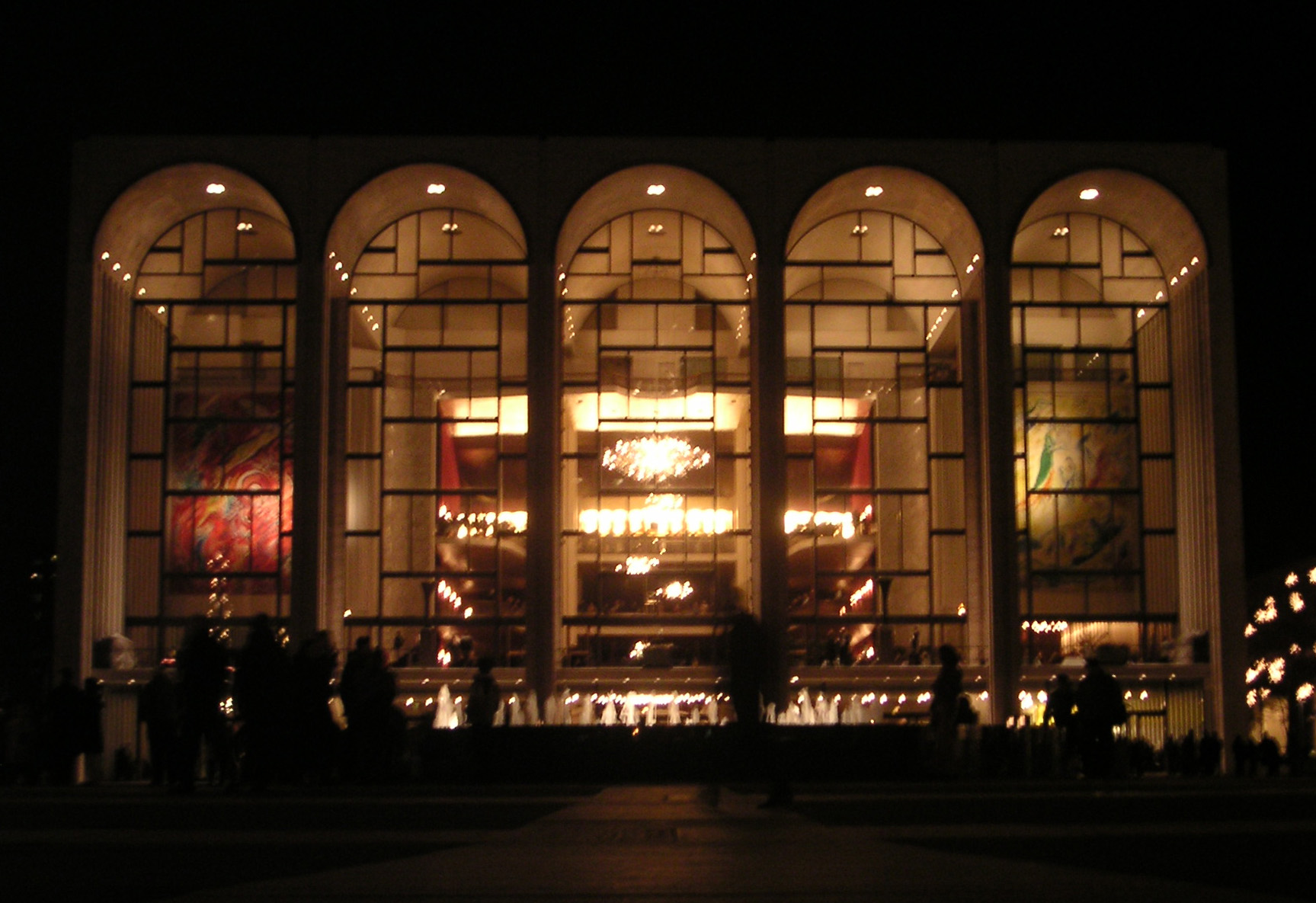
林肯中心的大都會歌劇院

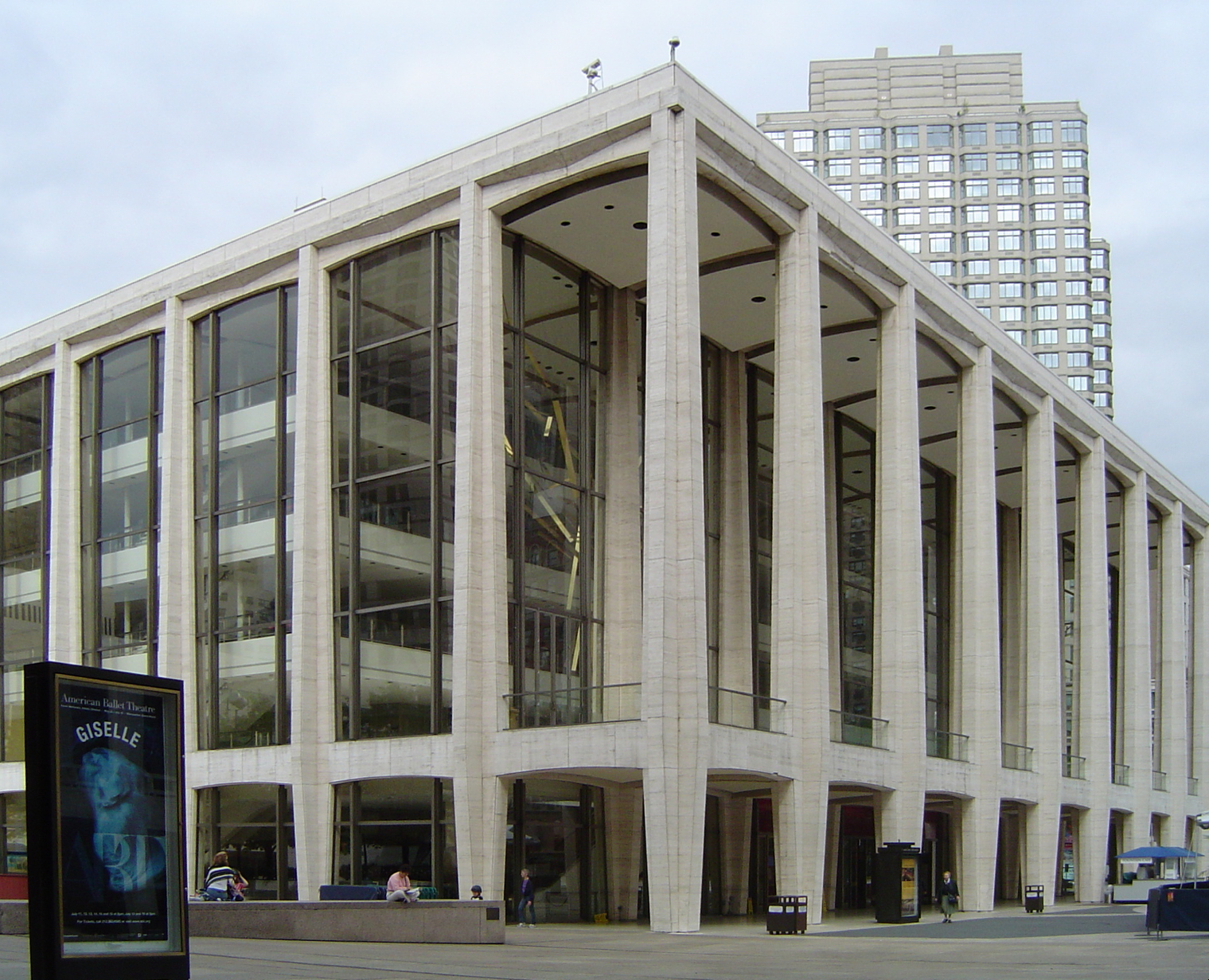
紐約愛樂的駐紮地，林肯中心的大衛·格芬廳

林肯表演藝術中心（英語：Lincoln Center for the Performing Arts），簡稱林肯中心（Lincoln Center），是位於美國紐約市佔地61,000 m²的綜合藝術表演中心，總共有12個表演團體以此為駐紮地。
林肯中心主要以環繞噴泉廣場的3棟劇院為主——包含紐約州立劇院（New York State Theater）、大都會歌劇院（Metropolitan Opera House）、大衛·格芬廳（David Geffen Hall）。東部有紐約表演藝術公共圖書館（New York Public Library for the Performing Arts）、艾莉絲·塔利廳（Alice Tully Hall），以及世界上最頂尖的表演藝術學校之一的朱利亞德學院（Juilliard School）。
除了一般性的表演節目，林肯中心也定期舉行特別表演節目系列（稱為「林肯中心呈現」（Lincoln Center Presents），包含有美國歌本（American Songbook）、偉大表演者（Great Performers）、林肯中心音樂節（Lincoln Center Festival）、林肯中心戶外（Lincoln Center Out of Doors）、仲夏夜搖擺（Midsummer Night Swing）、莫札特音樂節（the Mostly Mozart Festival）、以及多次獲艾美獎肯定的「林肯中心現場」系列（Live From Lincoln Center）。

## 歷史
林肯中心建於1960年代由羅伯·摩斯（Robert Moses）所主導的都市更新計劃時期，在約翰·洛克菲勒三世的資助下開始興建。它是美國境內第一個將主要的文藝機構集中於一地的表演中心，是全世界最大的藝術會場，總共可以同時容納 18,000 位觀眾，共耗資1億6千8百萬美元。主建築座落於曼哈頓上西城的哥倫布、阿姆斯特丹大道及西第62、66大街的交界處。除了主建築外，林肯中心的設施也不斷地向外擴充。例如於2004年，在距林肯中心南方數條街的時代華納中心（Time Warner Center）專供爵士樂表演的林肯中心爵士樂社（Jazz at Lincoln Center）就新設立了弗雷德里克·羅斯廳（Frederick P. Rose Hall）。
2006年7月，林肯中心宣佈將與出版公司 John Wiley & Sons, Inc. 合作出版至少15本關於表演藝術的書，並提升林肯中心機構的教育性質與收藏。
從2006年8月起至2009年，林肯中心發起第65大街重新發展計劃，內容為建造新的人行步道以改善園區內的親和力與美感。
福特漢姆大學亦有林肯中心校區，其法學院、商學院等均位于此。

## 主要表演設施
- 艾莉絲·塔利廳（Alice Tully Hall）—擁有1,095個座位的演奏廳，位於朱利亞德學院之內，林肯中心室內樂協會的駐紮地。
- 大衛·格芬廳（David Geffen Hall）—擁有2,738個座位的音樂廳，前稱為「愛樂廳」（Philharmonic Hall），紐約愛樂的駐紮地。
- 大都會歌劇院（The Metropolitan Opera House）—擁有3,900個座位的歌劇院，大都會歌劇團的主場地。
- 紐約州立劇院（The New York State Theater）—擁有2,713個座位的芭蕾舞劇院，原為紐約市立芭蕾舞團的主場地，現也為紐約市立歌劇團的主場地。

## 外部連結
- lincolncenter.org （页面存档备份，存于）, the center's official website
- Lincoln Center with Patti LuPone （页面存档备份，存于）—Documentary produced by Treasures of New York （页面存档备份，存于）
- Lincoln Center for the Performing Arts at Google Cultural Institute （页面存档备份，存于）